# Неукен (місто)
Неуке́н (ісп. Neuquén) — місто в Аргентині, розташоване між річками Неукен і Лімай. Столиця провінції Неукен і адміністративний центр департаменту Конфлуенсія. Центр агломерації Неукен-Плотт'єр-Чиполлетті. Назва міста і провінції походить від слова мапуче Newenken — «відважний».

## Історія

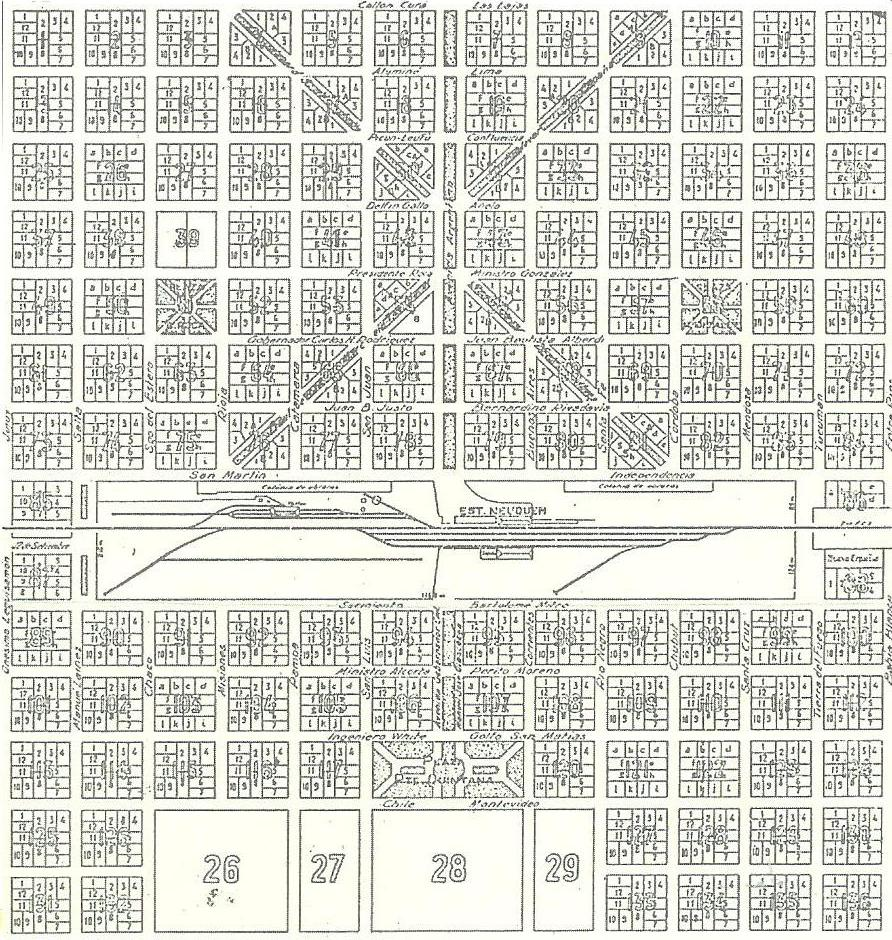
Мапа Неукена 1904 року

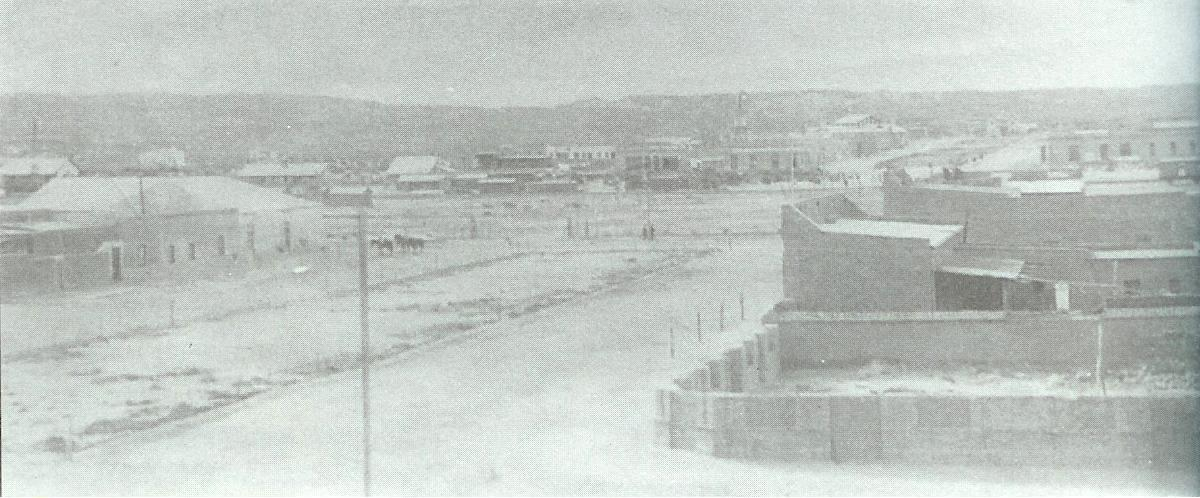
Неукен у 1916

1903 року губернатор провінції Неукен Карлос Буке Рольдан запропонував перенести її столицю з Чос-Малаль у місце злиття річок Неукен і Лімай, яке називалося Конфлуенсія (ісп. Confluencia — злиття). Це рішення зазнало критики, оскільки Конфлуенсія знаходилася близько до кордону з Чилі, але після проведення залізниці місце стало важливим транспортним і торговельним вузлом.
Офіційно місто Неукен було засноване 12 вересня 1904 року. 19 травня 1904 було видано декрет про перенесення до Неукена столиці провінції.
Місто почало швидко рости. 1913 року у Неукені з'явився телефонний зв'язок. 1916 року було збудовано водопровід та проведено електричне освітлення вулиць. 1930 року місто нараховувало 5000 жителів. Перший автомобільний міст через річку Неукен, який з'єднав Неукен і Чиполлетті, збудовано 1937 року. Наприкінці 1960-х поблизу міста знайшли поклади нафти. 1970 року у місті відкрився Національний університет Комауе.

## Економіка

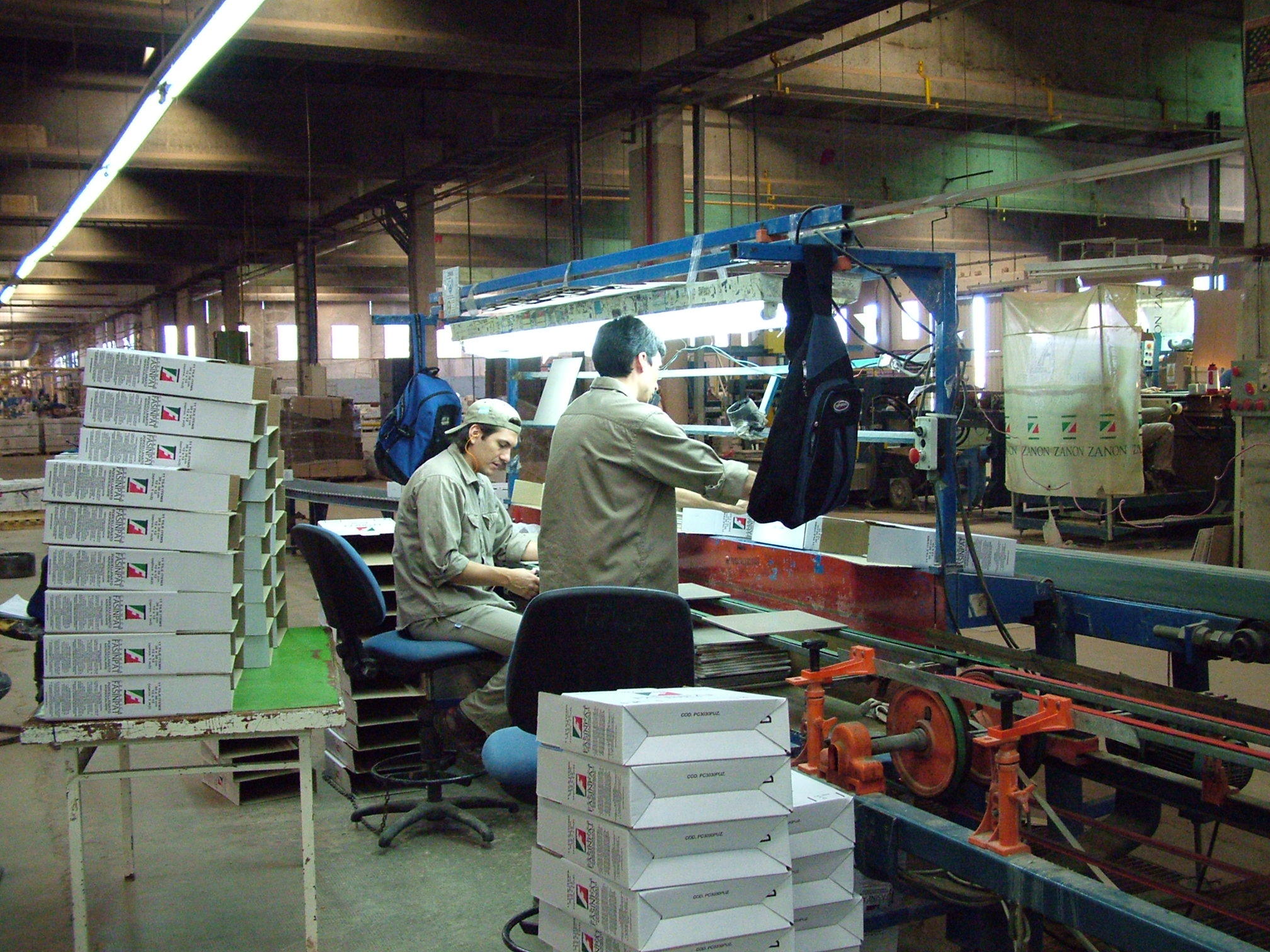
Фабрика FaSinPat

Традиційно найважливішими галузями економіки у місті є плодівництво і нафтовидобувна промисловість.
На півночі Неукена розташована промислова зона, створена у 1970-х роках. В ній розташована більшість промислових підприємств Неукена, зокрема металургійні, лісозаготівельні і виробники кераміки. Фабрика кераміки FaSinPat (стара назва — Cerámica Zanón) — важливе промислове підприємство міста.
На території міста і передмість вирощують яблука, груші і виноград. Яблука і груші реалізуються на місцевому ринку, а також експортуються у замороженому вигляді до країн МЕРКОСУР, США, Європи. Також у Неукені виробляють концентрати для виробництва фруктових соків для внутрішнього використання і на експорт. На північній околиці міста розташовані виноградники. Останніми роками виноградарство у Неукені інтенсивно розвивалося, завдяки чому місцеві виробники за обсягами експорту наблизилися до традиційних винних регіонів Куйо і Сальта.
Неподалік від міста розташовані нафтові свердловини. У Неукені діють багато нафтових компаній, зокрема Petrobras, Repsol YPF, Tecpetrol, Bolland, Schlumberger, Skanska. Провінція також має газові ресурси.

## Клімат
Клімат Неукена континентальний, посушливий. Температурам властиві значні коливання протягом року і протягом доби. Літо тепле, із середньою температурою 24 °C у січні. Зими холодні, середня температура липня 6 °C, можливі нічні заморозки. Снігопади нечасті, у середньому раз на 5 років. Абсолютний максимум температури 42,3 °C, абсолютний мінімум −12,8 °C.
| Клімат Неукена (1961—1990) | Клімат Неукена (1961—1990) | Клімат Неукена (1961—1990) | Клімат Неукена (1961—1990) | Клімат Неукена (1961—1990) | Клімат Неукена (1961—1990) | Клімат Неукена (1961—1990) | Клімат Неукена (1961—1990) | Клімат Неукена (1961—1990) | Клімат Неукена (1961—1990) | Клімат Неукена (1961—1990) | Клімат Неукена (1961—1990) | Клімат Неукена (1961—1990) | Клімат Неукена (1961—1990) |
| Показник | Січ.                       | Лют.                       | Бер.                       | Квіт.                      | Трав.                      | Черв.                      | Лип.                       | Серп.                      | Вер.                       | Жовт.                      | Лист.                      | Груд.                      | Рік                        |
| Абсолютний максимум, °C | 42,3                       | 41,6                       | 40,5                       | 33,0                       | 31,0                       | 28,1                       | 25,6                       | 30,7                       | 34,0                       | 35,6                       | 40,8                       | 40,8                       | 42,3                       |
| Середній максимум, °C | 31,4                       | 30,3                       | 26,7                       | 21,8                       | 16,8                       | 13,0                       | 12,9                       | 15,8                       | 18,9                       | 22,8                       | 27,0                       | 30,0                       | 22,3                       |
| Середня температура, °C | 23,3                       | 22,0                       | 18,2                       | 13,3                       | 9,2                        | 6,1                        | 5,6                        | 8,1                        | 11,2                       | 15,3                       | 19,3                       | 22,2                       | 14,5                       |
| Середній мінімум, °C | 14,8                       | 13,8                       | 11,7                       | 6,2                        | 3,1                        | 0,6                        | −0,1                       | 1,3                        | 3,9                        | 7,7                        | 11,3                       | 14,0                       | 7,4                        |
| Абсолютний мінімум, °C | 2,3                        | 2,1                        | −5,3                       | −4,8                       | −10,5                      | −12,8                      | −11,8                      | −10,6                      | −7                         | −2,9                       | −0,9                       | −3,3                       | −12,8                      |
| Середня кількість сонячних годин на місяць | 313,1                      | 293,8                      | 254,2                      | 216,0                      | 148,8                      | 120,0                      | 133,3                      | 182,9                      | 192,0                      | 260,4                      | 282,0                      | 279,0                      | 2675,5                     |
| Норма опадів, мм | 15.9                       | 14.7                       | 26.7                       | 15.8                       | 12.4                       | 16.4                       | 14.6                       | 11.1                       | 16.9                       | 18.6                       | 9.6                        | 13.6                       | 186.3                      |
| Днів з опадами | 3                          | 3                          | 4                          | 4                          | 5                          | 5                          | 6                          | 4                          | 4                          | 5                          | 3                          | 4                          | 50                         |
| Вологість повітря, % | 37.3                       | 43.0                       | 52.7                       | 61.0                       | 66.3                       | 69.3                       | 69.3                       | 58.7                       | 49.7                       | 45.0                       | 38.3                       | 36.7                       | 52.3                       |
| --- | -------------------------- | -------------------------- | -------------------------- | -------------------------- | -------------------------- | -------------------------- | -------------------------- | -------------------------- | -------------------------- | -------------------------- | -------------------------- | -------------------------- | -------------------------- |
| Джерело: Secretaria de Mineria, Meteo climat (record highs and lows 1956–2007) Oficina de Riesgo Agropecuario (May, August, September and December record high, 1970–present), Servicio Meteorológico Nacional (precipitation days) |                            |                            |                            |                            |                            |                            |                            |                            |                            |                            |                            |                            |                            |

## Адміністративний поділ

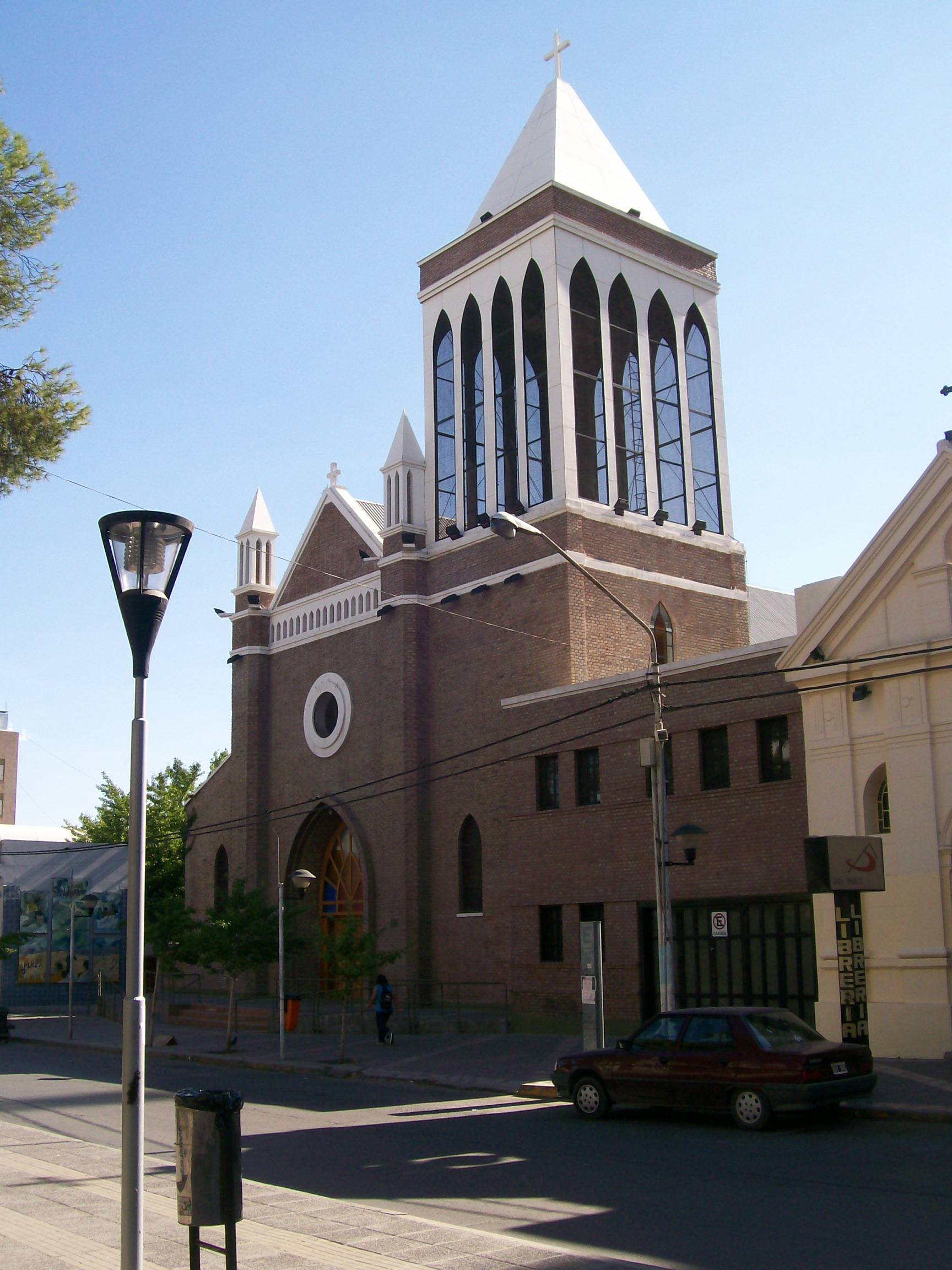
Кафедральний собор

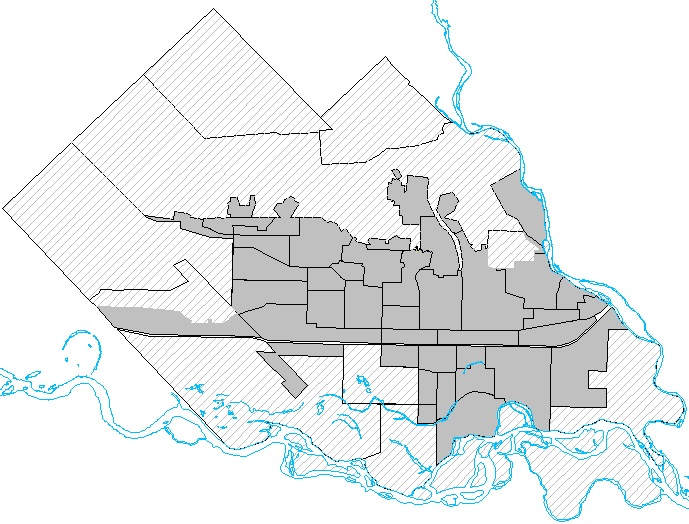
План міста

В північній частині міста, у районі Ель Альто, розташовані провінціальні і міські урядові і фінансові установи. Південніше залізниці, у районі Ель Бахо, знаходиться головна торговельна зона Неукена.
Неукен поділяється на 46 районів:
| - Alta Barda - Area Centro Este - Area Centro Oeste - Area Centro Sur - Bardas Soleadas - Barrio Nuevo - Belgrano - Bouquet Roldan - Canal V - Colonia Nueva Esperanza - Confluencia Rural - Confluencia Urbano - COPOL - 14 de octubre - Cumelen - Don Bosco II | - Don Bosco III - El Progreso - Gran Neuquen Norte - Gran Neuquen Sur - Gregorio Alvarez - HIBEPA - Huiliches - Islas Malvinas - La Sirena - Limay - Mariano Moreno - MELIPAL - Militar - Parque Industrial - Provincias Unidas | - Rincon de Emilio - Rio Grande - San Lorenzo Norte - San Lorenzo Sur - Santa Genoveva - Sapere - Terrazas del Neuquen - Union de Mayo - Valentina Norte Rural - Valentina Norte Urbano - Valentina Sur Rural - Valentina Sur Urbano - Villa Ceferino - Villa Farrell - Villa Florencia - Villa Maria |

## Транспорт
На початку 20 ст. до Неукена було проведено залізницю імені генерала Роки, завдяки якій розвинулася торгівля з Буенос-Айресом та Баїя-Бланка. Зараз залізниця використовується лише для перевезень вантажів.
Пізніше у місті були збудовані міжнародний аеропорт Президент Перон і автобусна станція.
Міський транспорт Неукена представлений таксі і автобусами INDALO.
1937 року введений в експлуатацію перший автомобільний міст через річку Неукен, який поєднав місто з Чиполлетті. 1997 року між автомобільним і залізним мостами збудовано новий міст для продовження автостради, яка проходить через місто і веде далі до Плотт'єра. Через місто проходять також провінціальні автомагістралі 22, 7, 74.

## Освіта
У Неукені велика кількість як державних так і приватних навчальних закладів.
В провінції Неукен діє обов'язкова початкова освіта (тривалістю 7 років) та обов'язкова середня освіта (5 років). Народні ліцеї поділяються на провінціальні центри середньої освіти (CPEM) і провінціальні школи технічної освіти (EPET). Серед приватних ліцеїв є також релігійні, наприклад, Колледж Дон Боско, Колледж Санта Тереса де Хесус та інші.
1965 року було засновано перший університет провінції — Університет Неукена. Після його об'єднання з іншими вузами у 1972 році створено Національний університет Комауе, який став важливим освітнім центром регіону. У місті також працює приватний Католицький Університет Сальти і регіональне відділення Національного технологічного університету.
В Неукені також розташована Провінціальна школа маріонеток Алісія Мурфі (ісп. Escuela Provincial de Titeres Alicia Murphy), де є курси лялькового театру, акторської майстерності і драматичного театру.
В місті функціонує музичний виш, заснований 1968 року. Також артистичну освіту здобувають у Провінціальній школі мистецтв «Мануель Бельграно», відкритій 1960 року.

## Спорт

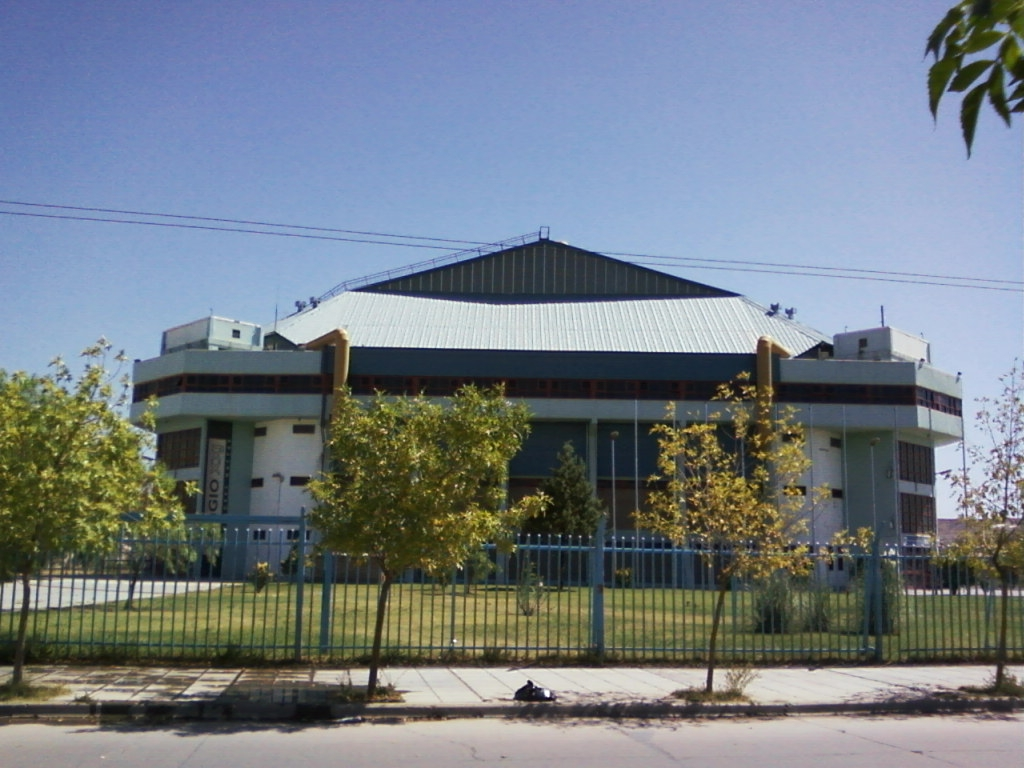
Стадіон Рука Че

У місті Неукен популярні види спорту, які не надто поширені в Аргентині загалом, зокрема гандбол, фігурне катання, велокрос, спідскейтинг, настільний теніс тощо. Завдяки цьому у місті є багато спортсменів, які мають здобутки міжнародного рівня.
Найбільшими спортивними клубами Неукена є:
- Волейбольний «Гіганти Півдня» (ісп. Gigantes del Sur)
- Індепендьєнте — футбольний і баскетбольний клуб
- Регбійний клуб Неукена

Спортивні змагання проводяться на стадіоні Рука Че (ісп. Ruca Che), який вміщує 6000 глядачів. Також у місті є доріжка для спідскейтингу, автодром й іподром.
6-7 січня 2009 року Неукен приймав Ралі Дакар.

## Міста-побратими
Неукен має такі міста-побратими:
- США, Ноксвілл
- Італія, Тревізо
- Чилі, Вальдивія